# Eroso
Eroso es un barrio español del municipio de Bedia, perteneciente a la provincia de Vizcaya, en la comunidad autónoma del País Vasco. Forma parte de la entidad de población de Eroso-Ugarte.

## Historia
Hacia finales del siglo XIX, el lugar, ya por entonces perteneciente a Bedia, tenía contabilizada una población de alrededor de medio centenar de habitantes. Aparece descrito en el cuarto volumen del Diccionario geográfico, estadístico, histórico, biográfico, postal, municipal, marítimo y eclesiástico de España y sus posesiones de ultramar de Pablo Riera y Sans con las siguientes palabras:

EROSO.—B. agreg. al ayunt. de Védia, del que dista la localidad que describimos 2'1 k. Cuenta sobre unos 50 hab. y 13 edif.—Org. civ. Corresponde á la prov. de Vizcaya, y contribuye con su ayunt. á las elecciones de diputados provinciales y las de Córtes.—Org. mil. C. G. de las Provincias Vascongadas y C. M. de Vizcaya. — Org. ecle. Pertenece á la dióc. de Vitoria y al arciprestazgo é iglesia de su ayunt. — Org. jud. Hállase adscrito al part. jud. de Durango, aud. de lo criminal de Bilbao y territ. de Búrgos. — Org. econ. Para el pago de contr. depende, con su municipio, de la Delegacion de Hacienda de la prov.—S. púb. Recibe y emite la corr. por cn. de Bilbao á Ceanuri. — Ob. púb. y med. de com. Para sus com. y transportes se sirve de los caminos que cruzan el tér. del ayunt. de que forma parte.—Ins. púb. La escuela se halla situada en la pob. cabecera de su ayunt.—Art., of. ind. Los hab. de este b. dedícanse al cultivo de las tierras.—Pob. Fórmanla 12 casas, segun se ha dicho, que nada ofrecen de particular. — Sit. geog. y top. (Véase el artículo referente á su ayunt.).
(Riera y Sans, 1883, p. 362)

En la actualidad, pertenece a la entidad singular de población de Eroso-Ugarte.